# Света Петка (Балша, 1920)
Вижте пояснителната страница за други значения на Света Петка.
„Света Петка“ е българска православна църква в софийското село Балша. Храмът е част от Софийската епархия.

## История
Църквата е изградена в 1920 година на високо място, близо до центъра на селото, до средновековния храм на селото, наречен също „Света Петка“. Иконостасът на храма е дело на дебърски майстори от рода Филипови.